# Olha Tracz

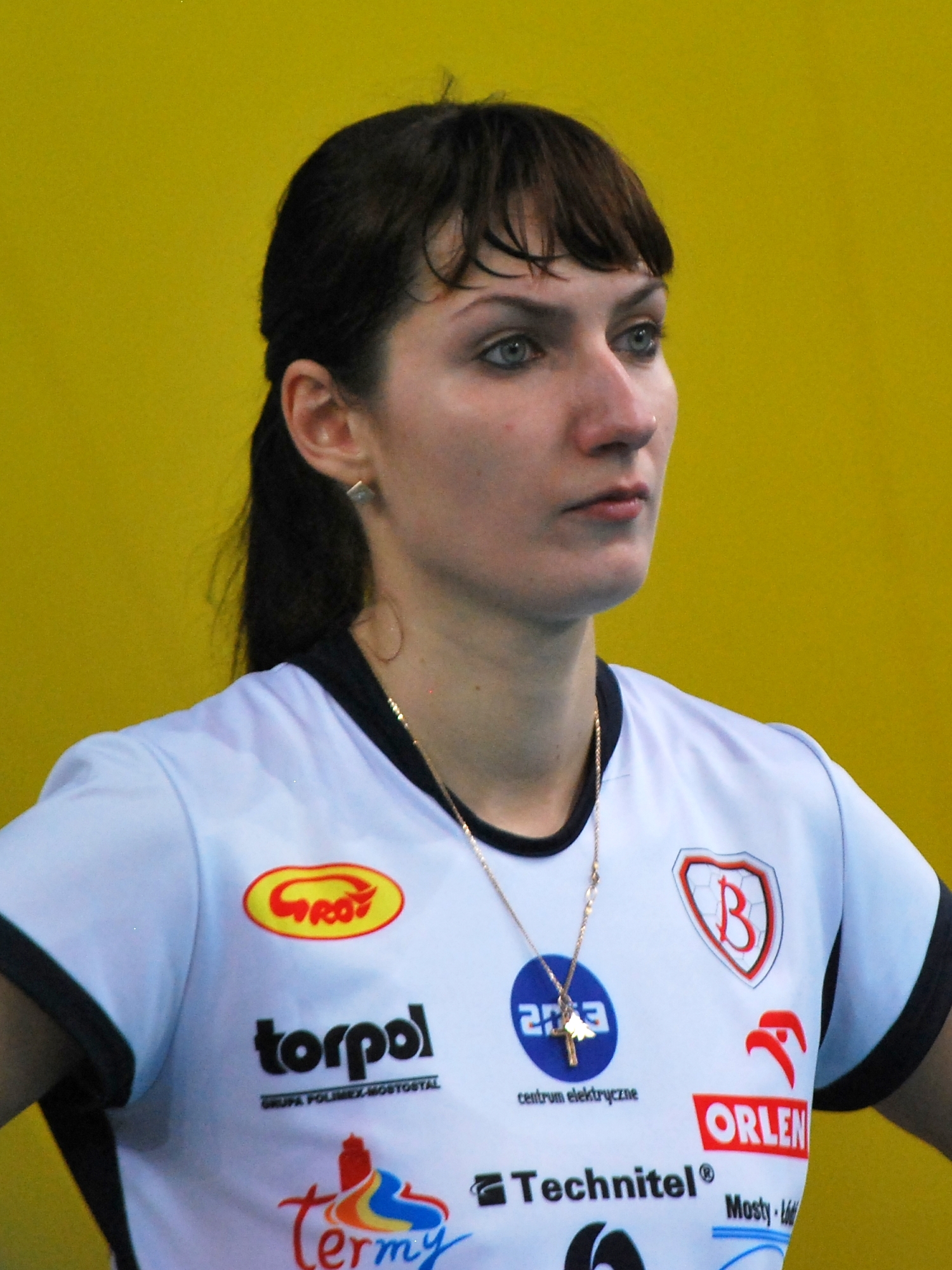
Olha Tracz zawodniczką Budowlanych Łódź

Olha Serhijiwna Tracz, ukr. Ольга Сергіївна Трач (ur. 15 listopada 1988 w Dniepropetrowsku) – ukraińska siatkarka, grająca na pozycji środkowej, reprezentantka kraju.
Ma siostrę bliźniaczkę o imieniu Anastasija, która również jest siatkarką. Gra na pozycji przyjmującej i atakującej.

## Przebieg kariery siatkarskiej
| Kariera juniorska    | Kariera juniorska                 |
| Lata                 | Klub                              |
| -------------------- | --------------------------------- |
| 2003–2006            | Akademia Dnipro Dniepropetrowsk   |
| Kariera seniorska    |                                   |
| Lata                 | Klub                              |
| 2006–2007            | Roś Biała Cerkiew                 |
| 2007–2011            | Siewierodonczanka Siewierodonieck |
| 2011–2012            | AzərYolServis Baku                |
| 2012                 | VC Unic Piatra Neamț000           |
| 2013 (od 04.01.2013) | Olympiakos Pireus000              |
| 2013–2014            | Budowlani Łódź                    |
| 2014–2020            | ASPTT Mulhouse                    |
| 2020–                | Pays d’Aix Venelles               |

## Sukcesy klubowe
Puchar Ukrainy:
- 2009[2]

Mistrzostwo Ukrainy:
- 2009
- 2011

Puchar Grecji:
- 2013

Mistrzostwo Grecji:
- 2013

Mistrzostwo Francji:
- 2017

Superpuchar Francji:
- 2017